# (951) Gaspra
(951) Gaspra es un asteroide del tipo S cuya órbita se encuentra en el borde interior del cinturón de asteroides. Presenta una forma triaxial no simétrica en torno al eje de rotación. Tiene unas dimensiones aproximadas de 20×12×11 km o según otras fuentes 18,2×10,5×8.9 km
Fue descubierto por Grigori Neúimin el 30 de julio de 1916 desde el observatorio astrofísico de Crimea en Simeiz y bautizado con ese nombre en referencia a Gaspra, una localidad turística de la península de Crimea.
Gaspra fue el primer asteroide fotografiado por una sonda, en concreto el 29 de octubre de 1991 por la sonda Galileo. Las fotos revelan el aspecto liso de la superficie, lo que sugiere que tiene una capa de regolito de gran espesor. Las rocas de la superficie son ricas en hierro y otros metales. Así mismo, existe una ligera variabilidad en el albedo y en el color relacionada con el relieve topográfico.
El asteroide tiene una forma irregular y no tiene cráteres importantes. Ambos hechos inducen a pensar que el asteroide no tiene mucha antigüedad —no más de 300 o 500 millones de años— y su origen fue probablemente una colisión.

## Características orbitales
Gaspra forma parte de la familia asteroidal de Flora.

## Exploración

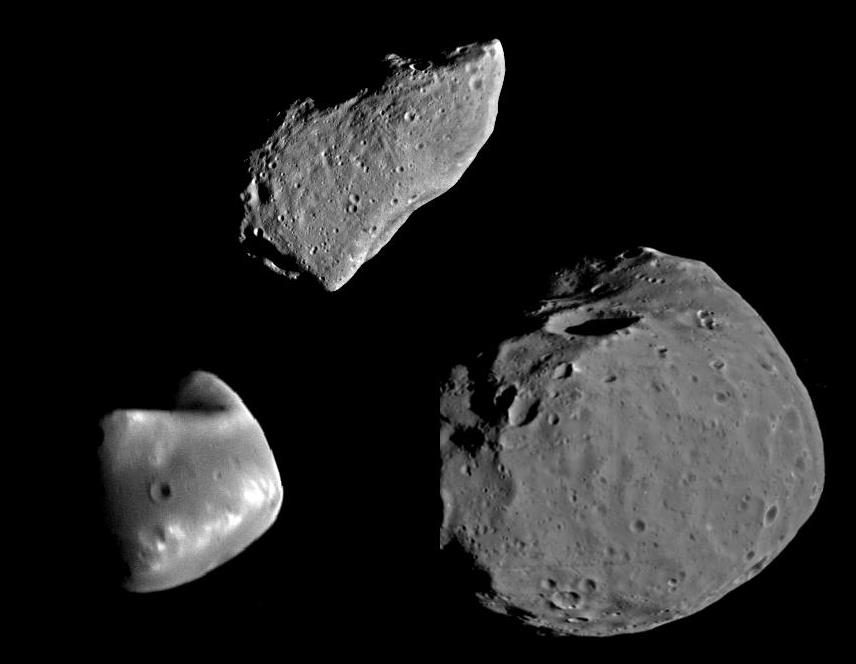
Gaspra (arriba) y las lunas marcianas Deimos (abajo izquierda) y Fobos (abajo derecha), a escala

El 29 de octubre de 1991 la sonda Galileo sobrevoló Gaspra a 1600 km de distancia y a una velocidad de 8 km/s. El polo sur del asteroide no estuvo a la vista durante el sobrevuelo, pero envió a la Tierra 57 fotografías del 80% restante de la superficie. La imagen más cercana fue tomada a 5300 km de distancia y la mejor imagen tiene una resolución de 54 m por píxel.

Debido a que la posición de Gaspra solo era conocida antes del encuentro con una incertidumbre de unos 200 km y el campo de visión de la cámara de unos 5 grados, los controladores de la Galileo no sabían donde apuntar para tomar imágenes del asteroide una vez que la sonda superase el umbral de los 70 000 km de distancia. Este hecho hacía que, a priori, el encuentro no fuese muy interesante desde el punto de vista científico. Con el fin de superar este problema, el equipo de la sonda Galileo llevó a cabo una pionera campaña de navegación óptica para reducir la incertidumbre de la posición de Gaspra consistente en la utilización de las imágenes tomadas durante la aproximación al asteroide. El éxito de la campaña permitió que se consiguieran fotografías desde una distancia de 5300 km, aunque a esa distancia tan próxima la posición del objetivo no era todavía lo bastante precisa. Desde este éxito, los sobrevuelos de asteroides han utilizado técnicas de navegación óptica similares.